# Palacio Real de Riofrío
El Palacio Real de Riofrío es una de las residencias de la familia real española, gestionada por el organismo Patrimonio Nacional, que administra los bienes del Estado al servicio de la Corona. Se encuentra en Riofrío, un enclave del término municipal de Real Sitio de San Ildefonso, en Segovia, a 11 kilómetros de la localidad de San Ildefonso. Se encuentra próximo a las localidades de Navas de Riofrío y La Losa. 
El palacio es de estilo italiano con planta cuadrada y tres pisos de altura, diseñado por el arquitecto italiano Virgilio Rabaglio a imagen y semejanza del Palacio Real de Madrid. Resultan de interés el Museo de la Caza, además del patio interior, la escalera de honor, la capilla y su colección de pinturas, tapices y muebles. 
Se encuentra rodeado por un extenso bosque de 625 hectáreas, donde habitan gamos y ciervos, entre otros. Utilizado por los monarcas exclusivamente para la caza, únicamente ha sido habitado como residencia habitual, con carácter temporal, por los reyes Francisco de Asís de Borbón y Alfonso XII.

## Historia
La reina Isabel de Farnesio, segunda esposa de Felipe V, deseaba con fervor que su hijo Carlos llegase a ser rey de España, pero, siguiendo el orden dinástico, antes les correspondía el trono a los dos hijos mayores del rey, Luis y Fernando, ambos hijos de su primera esposa, de la que el rey enviudara. No obstante la reina no se resignó a perder su influencia política y su injerencia en los asuntos de Estado fue grande.

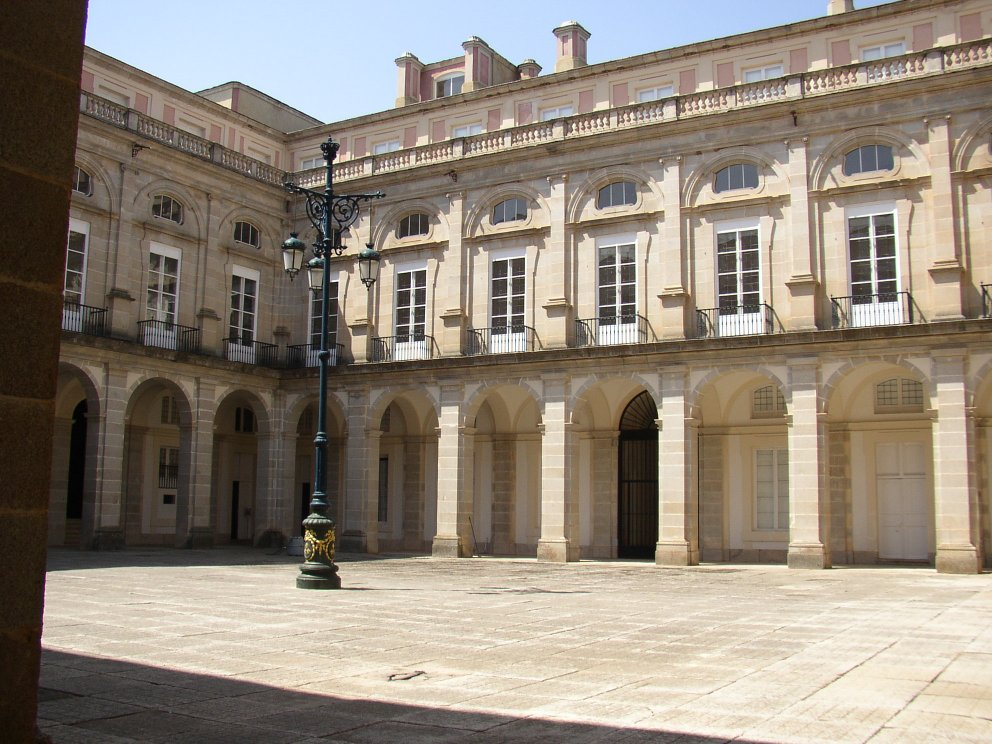
Vista del patio interior del Palacio.

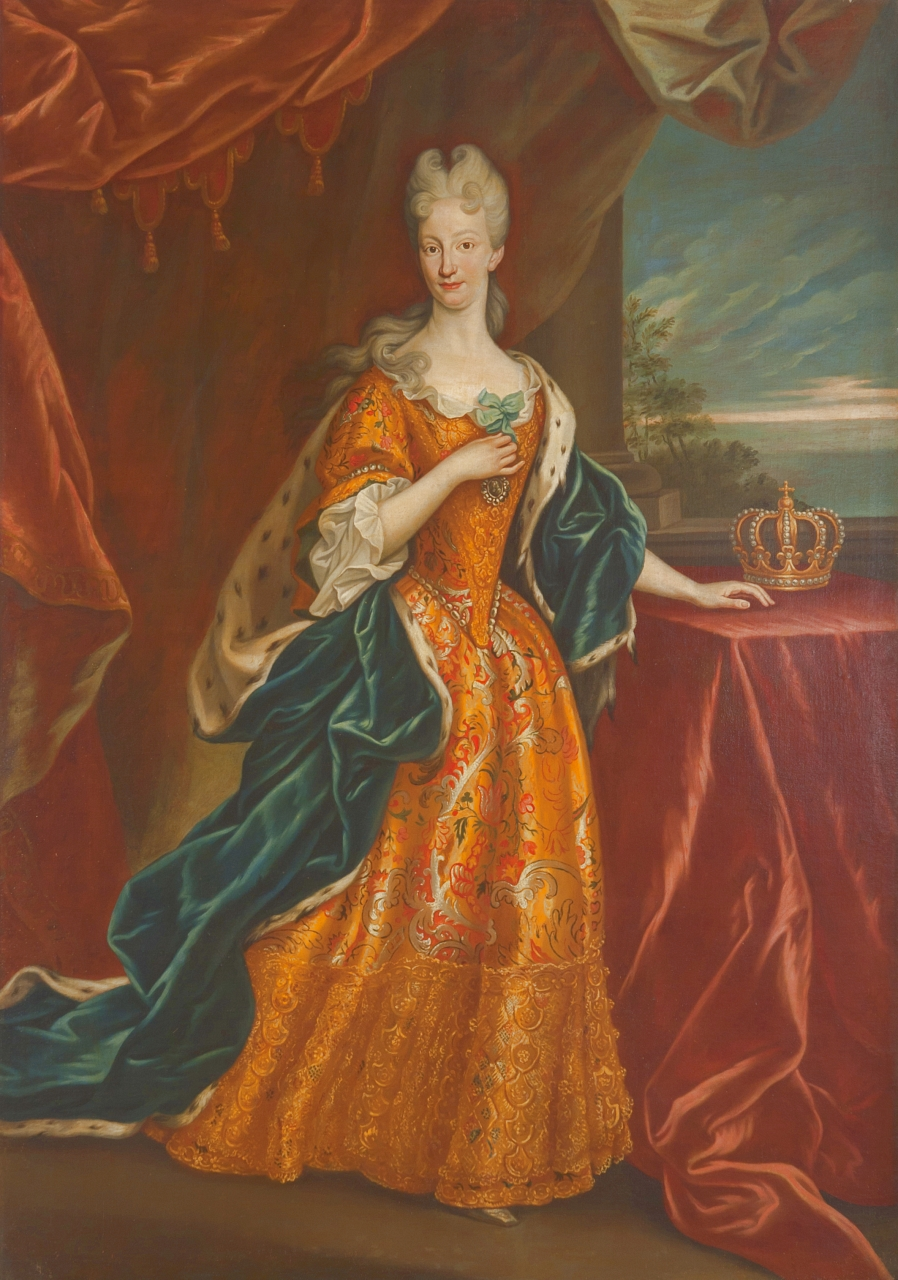
La reina Isabel de Farnesio en 1714, por Giovanni Maria delle Piane (Palacio Real de Caserta).

Luis I subió al trono en 1724 tras la abdicación del rey, pero murió a los siete meses de comenzar su reinado, en agosto de ese año, por lo que Felipe V hubo de reasumir la Corona, que ceñiría hasta su muerte en julio de 1746. Este año asumió la corona Fernando VI, quien, cansado de las continuas interferencias de la reina madre Isabel de Farnesio en los asuntos de Estado, le permitió construir un palacio para mantenerla alejada de la Corte (que en este momento permanecía casi de manera permanente en La Granja de San Ildefonso). Fue así como, siguiendo los deseos de Fernando VI, Isabel de Farnesio mandó construir el palacio en 1751 en un antiguo coto de caza en la provincia de Segovia. El proyecto corrió a cargo del arquitecto de Virgilio Rabaglio, y de la decoración exterior se encargó Pedro Sermini.
Antes de finalizar las obras, el rey Fernando VI murió sin descendencia, por lo que Isabel de Farnesio vio cumplido su deseo y su hijo Carlos III, entonces rey de Nápoles, fue llamado para asumir el trono de España. Desapareció, por tanto, la necesidad de trasladarse a Riofrío. El palacio no se finalizó totalmente y la reina nunca residió en él. Así, del proyecto inicial, que incluía jardines y fuentes, casas de oficio, caballerizas, un convento franciscano e incluso un teatro, quedaron solamente el palacio y una gran plaza, sin terminar también.  
El Palacio fue utilizado por los sucesivos soberanos españoles cuando iban de caza a los bosques de Riofrío. Habitaron el palacio de forma habitual Francisco de Asís de Borbón, rey consorte y marido de Isabel II, que se retiró a Riofrío cansado de las infidelidades de su esposa, y Alfonso XII, durante el duelo por la muerte de su esposa María de las Mercedes. Fue en tiempos de Isabel II cuando se decoraron algunos de sus salones, destacando el dormitorio utilizado por Alfonso XII y el comedor, así como el original sistema de "llamadores" para la servidumbre.
Durante el período republicano, entre 1931 y 1936, el uso del palacio fue solicitado por asociaciones feministas y de estudiantes para celebrar estancias con carácter formativo y humanitario, iniciándose un período de reflexión sobre el uso popular o museístico del espacio. Entre los años 1950 y 1955 fue cedido como albergue a la Sección Femenina de Falange hasta su recuperación como uso museístico. 

## Salas

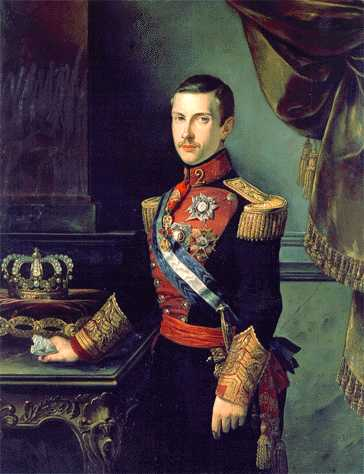
Retrato del rey consorte don Francisco de Asís de Borbón, pintado por Federico Madrazo.

El Palacio Real del Riofrío se abrió por primera vez al público el 14 de julio de 1965.
Desde dicha fecha hasta 2015 se pudieron visitar las siguientes salas: la Capilla Real, la Escalinata, el Pasillo de entrada, Primera Sala con pinturas de la "Vida de Cristo", Segunda Sala con pinturas de la "Vida de Cristo", la Cámara o Sala de Snyders, el Salón de Billar, la Saleta de paso o "tranvía", el Comedor, el Tranvía de los llamadores, el Salón, la Cámara Oficial, el Despacho de Alfonso XII, la Saleta de Música, el Anteoratorio y el Oratorio, el Dormitorio de Alfonso XII, la Saleta de Recuerdos, el Salón de Tapices y la Cámara y Dormitorio llamados "de Don Francisco de Asís".
Asimismo el ala este alberga el Museo de la Caza, instalado en el edificio en los años 60 como exponente de la historia del arte cinegético.

### Reordenación de los fondos
Entre septiembre de 2015 y diciembre de 2016, Patrimonio Nacional cerró varias salas por restauración ya que pretendía recuperar la función original de cuatro espacios históricos del edificio: el Salón del Billar (ex-Sala de Snyders), el Salón del servicio para el comedor (ex-Salón de Billar), el Dormitorio del rey Francisco de Asís (ex-Saleta de Música) y el Oratorio (ex-Saleta de Recuerdos).
En el oratorio destaca la serie de 149 cuadros sobre la vida de Jesucristo, realizados por Giovanni del Cinque en 1729 y adquiridos por Felipe V.
Además, buscaba potenciar la identidad histórica de los salones palaciegos con las figuras de los reyes Francisco de Asís y Alfonso XII y actualizar los contenidos del Museo de la Caza. El proyecto supuso un enriquecimiento del recorrido visitable, con el incremento aproximado de 500 obras de arte, procedentes de los almacenes y, en su mayor parte, de otros Reales Sitios.